# Delia Domingo-Albert

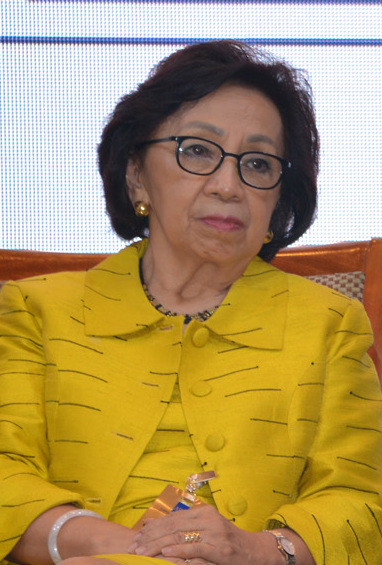
Delia Domingo-Albert in 2017

Delia Domingo-Albert (Baguio, 11 augustus 1942) is een Filipijns diplomaat en voormalig minister van Buitenlandse Zaken in het kabinet van Gloria Macapagal-Arroyo. Door haar benoeming in 2003 was ze de eerste vrouwelijke minister van Buitenlandse Zaken van de Filipijnen ooit.

## Biografie
Domingo-Albert behaalde een bachelor-diploma internationale relaties aan de University of the Philippines. Aansluitend deed ze vervolgopleidingen aan onder andere het Instituut voor internationale betrekkingen in Genève en de Kennedy School of Government van Harvard University in de Verenigde Staten.
Domingo-Albert begon haar carrière in 1967 als assistent van de minister van Buitenlandse Zaken. Van 1969 tot 1975 was ze attaché op de Filipijnse diplomatieke missie bij de Verenigde Naties in Genève. Aansluitend werkte ze op de ambassade in Roemenië (1975-1980), was ze twee jaar werkzaam als directeur op het ministerie van Buitenlandse Zaken in Manilla en werkte ze van 1982 tot 1990 als plaatsvervangend ambassadeur  in de Bondsrepubliek Duitsland. Van 1990 tot 1995 was Domingo-Albert weer werkzaam op het ministerie in Manilla, ditmaal als directeur-generaal van het nationale secretariaat van ASEAN. Van 1995 tot 2002 was ze ambassadeur in Australië. Op 22 december 2003 werd Domingo-Albert benoemd tot minister van Buitenlandse Zaken in het kabinet van Gloria Macapagal-Arroyo. Ze was daarmee de eerste vrouwelijke minister van Buitenlandse Zaken van de Filipijnen ooit. In september 2004 volgde een benoeming tot presidentieel adviseur voor multilaterale samenwerking en ontwikkeling. Van 2005 tot 2010 was ze ambassadeur in Duitsland. 
Voor haar inzet om de relaties tussen Duitsland en de landen van ASEAN en de Filipijnen in het bijzonder te verbeteren werd Albert in 1992 onderscheiden met het Grootkruis met ster in de Orde van Verdienste van de Bondsrepubliek Duitsland. In januari 2004 werd ze voor haar uitzonderlijke verdiensten voor de Filipijnen door president Gloria Macapagal-Arroyo opgenomen in de Orde van Sikatuna, met de rang van Datu. 

## Privéleven
Delia Domingo-Albert is getrouwd met Hans Albert. Samen kregen ze één kind.